# 悉尼火車車站列表

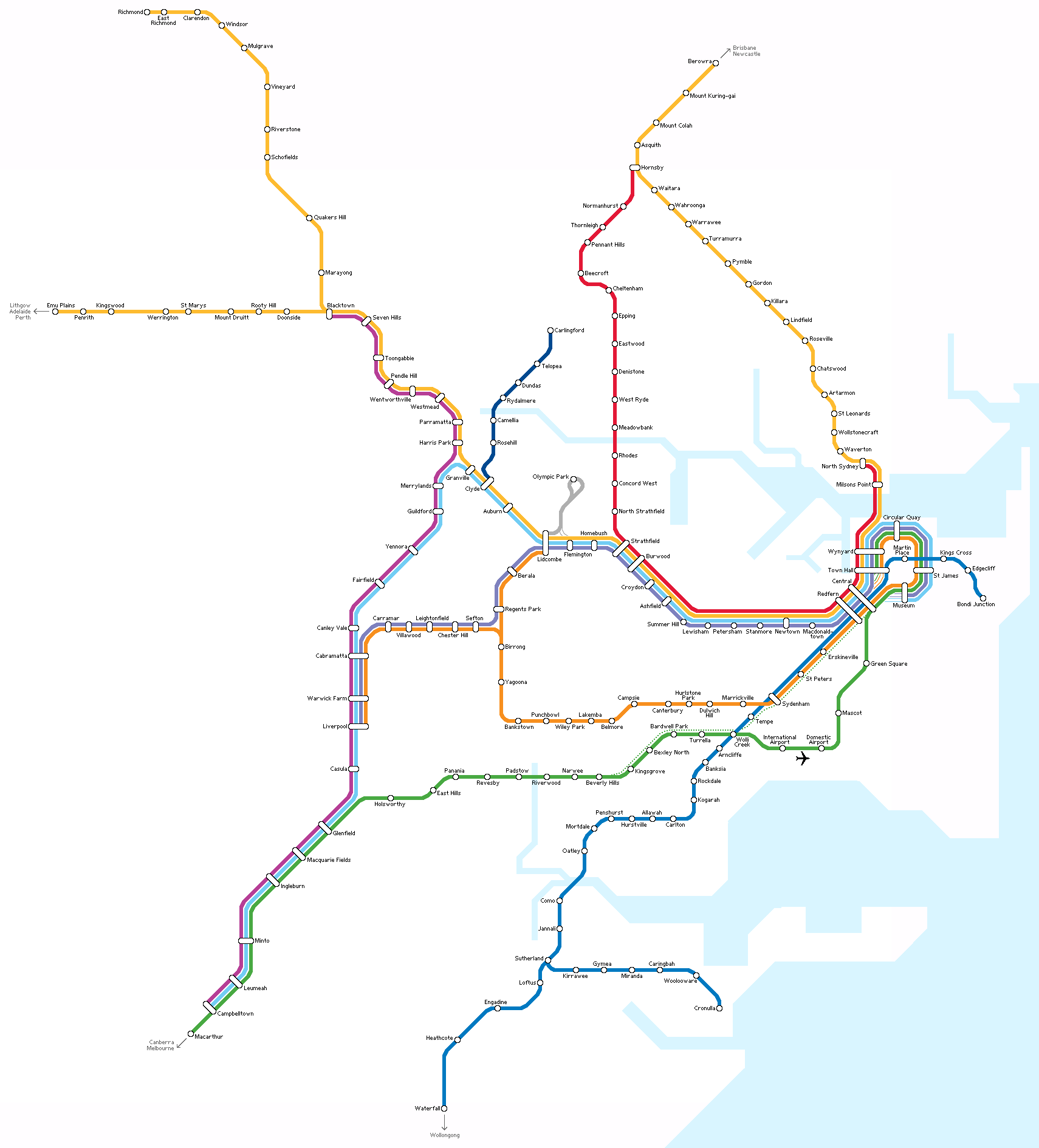
錯縱複雜的悉尼城市鐵路市區路線圖

悉尼列車是營運於悉尼、紐卡素、臥龍崗以及鄰近地區的鐵路系統，由澳大利亞新南威爾士州政府所設的新南威爾士鐵路局負責營運。其轄下的路線大致可分為3類，城郊路線服務悉尼市內各城郊的居民，共有10條路線。
自1855年首條悉尼列車路線開通至今，悉尼列車的鐵路網長達兩千多公里，車站數量達到307個，下列為悉尼列車车站列表。

## 市環線

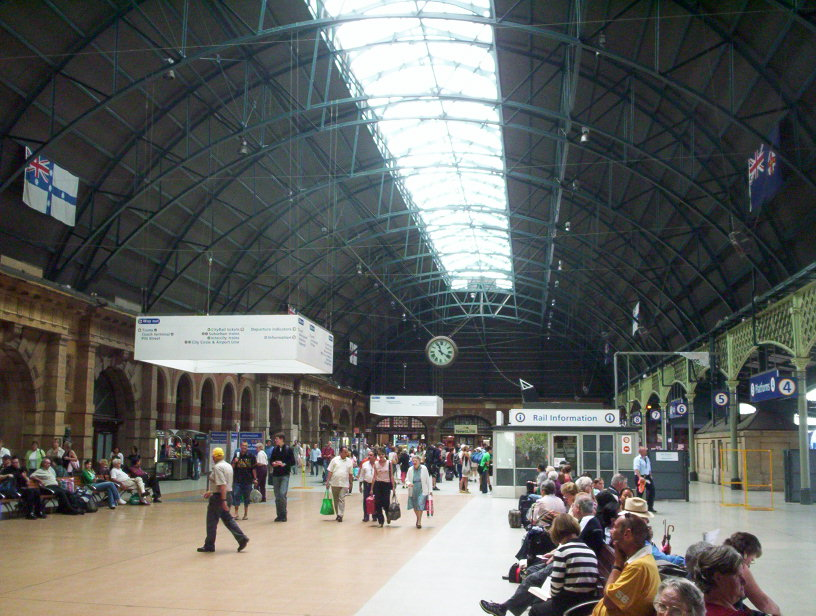
中央車站－悉尼鐵路網中心。

市環線（英語：City Circle）是指在悉尼都會區地底的鐵路網，它的形狀像一條的環狀線。由悉尼中央站開始，按順時時針排列為市政廳站、溫亞站、環形碼頭站、聖詹姆斯站和博物館站。不過這條路線並不是一條獨立運作的路線，已是由不同的路線順時針（內西線和南線）和逆時針（機場及東山線和班克斯鎮線）運行而組成，列車離開市環線亦不會再重返，而是按著其已預定的路線前往所屬的地方。這條路線在1915年規畫，不過要到1956年環形碼頭站建成後才真正地接合。
這條路線以白色作路線主色，「市環線」這個名詞一般會出現在路線維修通告上來代替路段上其他的路線。

## 東郊及伊拉瓦拉線

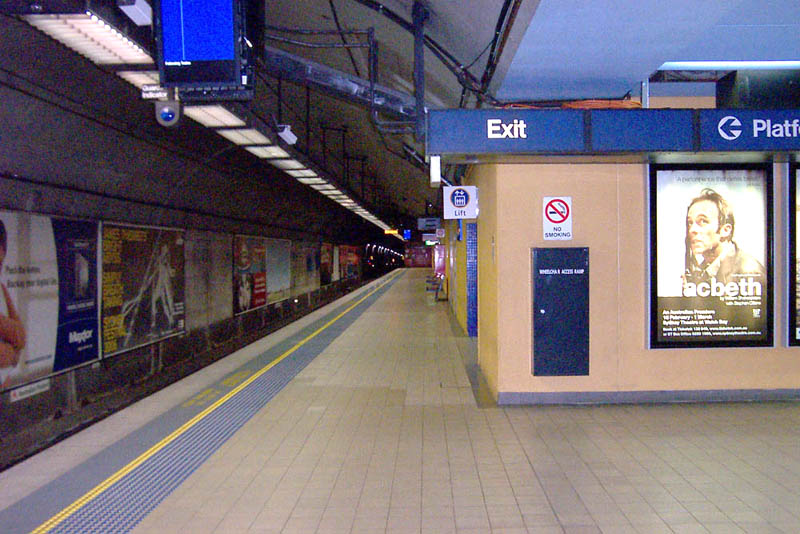
東郊線的起始站 - 邦迪聯運站

東郊及伊拉瓦拉線是由東郊線、伊拉瓦拉線和克羅努拉支線組成，現時一共有33個站。本線曾包括皇家郊野公園站、（皇家郊野公園）童軍營月台等，不過已停用或不再是東郊及伊拉瓦拉線的沿線車站。它亦同時接駁一條通往臥龍崗（Wollongong）的南海岸線。該線於1880年代建造並進入當時是出產農業和採礦業的伊拉瓦拉，並於1926年成為新南威爾斯州的第一條電氣化鐵路。1985年加入克羅努拉支線，1979年將愛斯鎮（Erskinville）以北的路段換成東郊線。在2000年加入可與機場線作轉乘的火車站 - 渦拉溪站。
傳統上整條「伊拉瓦拉線」其實是指由伊拉瓦拉交匯處的紅蕨（Redfern）站至邦拜利（Bomaderry）站。但在1989年由城際鐵路改組而成的悉尼城市鐵路成立時將伊拉瓦拉線的總站設定為瀑布站和克羅努拉站，瀑布火車站以南的火車站則稱為南海岸線。
現時東郊及伊拉瓦拉線是以天藍色作路線的主色。
| 車站名稱                                                       | 車站編碼   | 距離中央站（km） | 啟用歷史                                                        | MyZone 區域 | 區域                            | 接駁 | 前車站名稱                                                          |
| 東郊線                                                         |            |                  |                                                                 |             |                                 | |                                                                     |
| 邦迪聯運 Bondi Junction                                        | BJN        | 6.757            | 1979年6月23日                                                   | 1區         | 邦迪，烏拉蛙                    | ■南海岸線 （只限繁忙時間及週末） |                                                                     |
| 崖勤獵 Edgecliff                                               | ECL        | 4.823            | 1979年6月23日                                                   | 1區         | 崖勤獵、達令角                  | ■南海岸線 （只限繁忙時間及週末） |                                                                     |
| 英皇十字 Kings Cross                                           | KSX        | 3.410            | 1979年6月23日                                                   | 1區         | 英皇十字                        | ■南海岸線 （只限繁忙時間及週末） |                                                                     |
| 馬丁廣場 Martin Place                                          | MPC        | 2.102            | 1979年6月23日                                                   | 1區         | 悉尼都會區                      | ■南海岸線 （只限繁忙時間及週末） |                                                                     |
| 市政廳 Town Hall                                               | THL        | 1.213            | 1932年2月28日                                                   | 1區         | 悉尼都會區，達令港              | ■班克斯鎮線、■內西線 ■機場及東山線、 ■南線、■北岸線 ■北線、 ■南海岸線、■藍山線 （只限繁忙時間）                                                                                   |                                                                     |
| 悉尼中央 Central                                               | CEN或者SYT | 0                | 1855年9月26日 （原址） 1906年8月5日 （現址）                    | 1區         | 中央、草莓山、 勾恬冒、沙域山   | ■班克斯鎮線、■內西線、 ■機場及東山線、 ■南線 、■西線 ■奧林匹克公園線、 ■北線, ■北岸線 ■南海岸線、■南高地線 （有限度服務） ■藍山線、 ■紐卡素暨中海岸線                             | - 悉尼（Sydney） （1855-1926）                                      |
| 伊拉瓦拉線                                                     |            |                  |                                                                 |             |                                 | |                                                                     |
| 萊德芬 Redfern                                                 | RDF        | 1.298            | 1878年4月15日                                                   | 1區         | 萊德芬、窩打老、達令頓 悉尼大學 | ■班克斯鎮線、■內西線 ■機場及東山線 （只限繁忙時間） ■南線 、■西線 ■北岸線、■北線 ■奧林匹克公園線、 ■南海岸線 （只限繁忙時間） ■南高地線 （有限度服務） ■藍山線、■紐卡素及中海岸線 | - 艾弗賴（Eveleigh） （1878-1906）                                  |
| 先鄧咸 Sydenham                                                | SDN        | 5.307            | 1884年10月15日                                                  | 1區         | 先鄧咸、馬域鎮                  | ■班克斯鎮線 ■機場及東山線 （只限繁忙時間）、 ■南海岸線 （只限繁忙時間） | - 馬域鎮（Marrickville） （1884-1895）                              |
| 丁比 Tempe                                                     | TME        | 6.841            | 1884年10月16日                                                  | 1區         | 丁比                            | |                                                                     |
| 渦拉溪 Wolli Creek                                             | WOC        | 7.300            | 2000年5月21日                                                   | 1區         | 渦拉溪                          | ■機場及東山線、 ■南海岸線 | 北阿克列夫 （North Arncliffe） （規劃暫名）                         |
| 阿克利夫 Arncliffe                                             | ACL        | 8.420            | 1884年10月16日                                                  | 1區         | 阿克利夫                        | |                                                                     |
| 班克斯亞 Banksia                                               | BKA        | 9.604            | 1906年10月21日                                                  | 1區         | 賓士亞                          | |                                                                     |
| 洛地 Rockdale                                                  | RKL        | 10.405           | 1884年10月15日                                                  | 1區         | 洛地、碧士利                    | ■南海岸線 （只限繁忙時間） |                                                                     |
| 康高拉 Kogarah                                                 | KGH        | 11.607           | 1884年10月15日                                                  | 2區         | 康高拉                          | ■南海岸線 （只限繁忙時間） |                                                                     |
| 交頓 Carlton                                                   | CLJ        | 12.741           | 1887年1月1日                                                    | 2區         | 交頓                            | |                                                                     |
| 阿留下 Allawah                                                 | AWH        | 13.691           | 1925年11月15日                                                  | 2區         | 阿留下                          | |                                                                     |
| 好市圍 Hurstville                                              | HVL        | 14.837           | 1884年10月15日                                                  | 2區         | 好市圍                          | ■南海岸線 |                                                                     |
| 筆林 Penshurst                                                 | PHS        | 16.124           | 1886年                                                          | 2區         | 筆林                            | |                                                                     |
| 麼底 Mortdale                                                  | MDE        | 17.055           | 1897年3月20日 （原址） 1922年9月14日 （現址）                   | 2區         | 麼底                            | |                                                                     |
| 奧特利 Oately                                                  | OAL        | 18.281           | 1886年                                                          | 2區         | 奧特利                          | | - 奧特利（Oatley） （1886-1889） - 奧特利（Oatley's） （1889-1890） |
| 高霧 Como                                                      | CMO        | 21.237           | 1885年12月26日 （原址） 1972年11月27日 （現址）                 | 2區         | 高霧、高霧西                    | |                                                                     |
| 真安莉 Jannali                                                 | JNL        | 22.218           | 1931年9月7日                                                    | 2區         | 真安莉                          | |                                                                     |
| 薩瑟蘭 Sutherland                                              | SLD        | 24.460           | 1885年12月26日                                                  | 2區         | 薩瑟蘭                          | ■南海岸線 |                                                                     |
| 新忽地站的南面，有兩條分支，一條是往瀑布，另一條是往克羅努拉。 |            |                  |                                                                 |             |                                 | |                                                                     |
| 伊拉瓦拉線（往瀑布）                                           |            |                  |                                                                 |             |                                 | |                                                                     |
| 洛德 Loftus                                                    | LOF        | 26.288           | 1886年3月9日 （原址） 1917年6月9日 （現址）                     | 2區         | 洛德                            | | - 洛德聯運 （Loftus Junction） （1886-1896）                        |
| 英日殿 Engadine                                                | EGD        | 30.752           | 1920年10月1日                                                   | 2區         | 英日殿、和黃華高原              | |                                                                     |
| 石南屋 Heathcote                                               | HTC        | 33.152           | 1886年3月9日                                                    | 3區         | 石南屋                          | |                                                                     |
| 瀑布 Waterfall                                                 | WFL        | 38.740           | 1886年3月9日 （原址） 1890年 （第二站址） 1905年5月4日 （現址） | 3區         | 瀑布                            | ■南海岸線 （有限度服務） | - 瀑布（Waterfalls） （1886）                                       |
| 克羅努拉支線（往克羅努拉）                                     |            |                  |                                                                 |             |                                 | |                                                                     |
| 奇娃爾 Kirrawee                                                | KEE        | 26.636           | 1939年12月16日                                                  | 2區         | 奇娃爾                          | |                                                                     |
| 吉米 Gymea                                                     | GYM        | 27.944           | 1939年12月16日                                                  | 2區         | 吉米                            | |                                                                     |
| 米灣達 Miranda                                                 | MIJ        | 29.508           | 1939年12月16日                                                  | 2區         | 米灣達                          | |                                                                     |
| 卡令巴 Caringbah                                               | CIH        | 31.509           | 1939年12月16日                                                  | 2區         | 卡令巴                          | |                                                                     |
| 烏魯瓦 Woolooware                                              | WOE        | 33.601           | 1939年12月16日                                                  | 3區         | 烏魯瓦                          | |                                                                     |
| 克羅努拉 Cronulla                                              | CNL        | 34.807           | 1939年12月16日                                                  | 3區         | 克羅努拉                        | |                                                                     |

## 班克斯鎮線

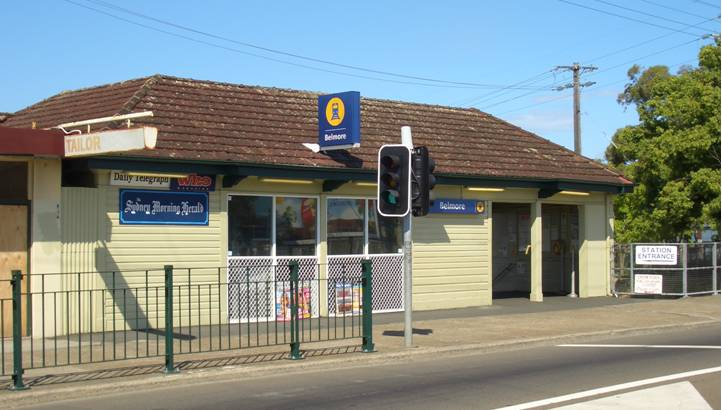
貝摩站（Belmore）

班克斯鎮線悉尼城市鐵路轄下的一條路線，由市政廳站開始，經市環線逆時針走過，在先鄧咸站和伊拉瓦拉線分開後再到班克斯及位於悉尼西南面的利物浦。該線本是伊拉瓦拉線的一條支線，並是第一條只運行在悉尼市內的鐵路路線。
在某些路段，會有鐵路貨運路線在旁經過。包括都會貨運線（Metropolitan Goods line）。同時它亦是市環線的一條參與路線。
此路線是以橙色作主色。
| 車站名稱                                               | 車站編碼 | 距離中央站（km） | 啟用歷史                                                                 | TravellPass區域 | 區域                          | 接駁 | 前車站名稱                                                           |
| 市環線                                                 |          |                  |                                                                          |                 |                               | |                                                                      |
| 市政廳 Town Hall                                       | THL      | 1.213            | 1932年2月28日                                                            | 紅              | 悉尼都會區，達令港            | ■東郊及伊拉瓦拉線、■內西線 ■東山及機場線、 ■南線 、■北岸線、■北線、 ■南海岸線 （只限繁忙時間）                                                                            |                                                                      |
| 溫亞 Wynyard                                           | MPC      | 2.05             | 1932年2月28日                                                            | 紅              | 悉尼都會區                    | ■內西線 ■東山及機場線、 ■南線 、■北岸線、■北線 |                                                                      |
| 環形碼頭 Circular Quay                                 | CQY      | 2.97             | 1956年1月20日                                                            | 紅              | 環形碼頭                      | ■內西線 ■東山及機場線、 ■南線 |                                                                      |
| 聖詹姆斯 St James                                      | STJ      | 4.40             | 1929年12月20日                                                           | 紅              | 悉尼都會區、凱德公園          | ■內西線 ■東山及機場線、 ■南線 |                                                                      |
| 博物館 Museum                                          | MSM      | 4.99             | 1929年12月20日                                                           | 紅              | 悉尼都會區、凱德公園          | ■內西線 ■東山及機場線、 ■南線 |                                                                      |
| 悉尼中央 Central                                       | SBO      | 0                | 1855年9月26日 （原址） 1906年8月5日 （現址）                             | 紅              | 中央、草莓山、 勾恬冒、沙域山 | ■東郊及伊拉瓦拉線、 ■內西線 ■東山及機場線、 ■南線 、■西線、 ■北岸線、■北線、 ■奧林匹克公園線、 ■南海岸線、■南高地線 （有限度服務） ■藍山線、 ■紐卡素及中海岸線            | - 悉尼（Sydney） （1855-1926）                                       |
| 伊拉瓦拉線                                             |          |                  |                                                                          |                 |                               | |                                                                      |
| 紅蕨 Redfern                                           | RDF      | 1.298            | 1878年4月15日                                                            | 紅              | 紅厥、窩打老、達令頓 悉尼大學 | ■東郊及伊拉瓦拉線、 ■內西線 ■東山及機場線、 ■南線 、■西線 ■北岸線、■北線 ■奧林匹克公園線、 ■南海岸線 （只限繁忙時間） ■南高地線 （有限度服務） ■藍山線、■紐卡素暨中海岸線 | - 艾弗賴（Eveleigh） （1878-1906）                                   |
| 愛斯鎮 Erskineville                                    | EKV      | 2.9              | 1884年10月15日 （原址） 1912年6月16日 （現址）                           | 紅              | 愛斯鎮，麥當勞鎮，新鎮        | |                                                                      |
| 聖彼德 St Peters                                       | SAP      | 3.8              | 1884年10月15日                                                           | 紅              | 聖彼德，艾歷山大， 摩         | |                                                                      |
| 先鄧咸 Sydenham                                        | SDN      | 5.307            | 1884年10月15日                                                           | 紅              | 先鄧咸、馬域鎮                | ■東郊及伊拉瓦拉線、 ■東山及機場線 | 馬域鎮（Marrickville） （1884-1895）                                 |
| 班克斯鎮線                                             |          |                  |                                                                          |                 |                               | |                                                                      |
| 馬域鎮 Marrickville                                    | MRV      | 6.6              | 1895年2月1日                                                             | 紅              | 馬域鎮，馬域鎮南              | |                                                                      |
| 德域山 Dulwich Hill                                    | DHM      | 7.9              | 1895年2月1日                                                             | 紅              | 德域山，候斯頓公園            | | 華德路 （Wardell Road） （1895-1920）                                |
| 候斯頓公園 Hurlstone Park                              | HPK      | 8.8              | 1895年2月1日                                                             | 紅              | 候斯頓公園，坎特伯里          | | 蕨山 （Fern Hill） （1895-1911）                                     |
| 坎特伯里 Canterbury                                    | CTB      | 10.2             | 1895年2月1日                                                             | 紅              | 坎特伯里                      | |                                                                      |
| 坎斯 Campsie                                           | CMP      | 11.7             | 1895年2月1日                                                             | 綠              | 坎斯                          | |                                                                      |
| 貝摩 Belmore                                           | BMR      | 13.3             | 1895年2月1日                                                             | 綠              | 貝摩                          | |                                                                      |
| 黎金巴 Lakemba                                         | LKM      | 14.5             | 1909年4月14日                                                            | 綠              | 黎金巴                        | |                                                                      |
| 威利公園 Wiley Park                                    | WLP      | 15.4             | 1938年6月19日                                                            | 綠              | 威利公園，黎金巴，賓治寶      | |                                                                      |
| 賓治寶 Punchbowl                                       | PCB      | 16.5             | 1909年4月14日                                                            | 綠              | 賓治寶                        | |                                                                      |
| 班克斯 Bankstown                                       | BWU      | 18.7             | 1909年4月14日                                                            | 綠              | 班克斯                        | |                                                                      |
| 溢公那 Yagoona                                         | YOA      | 20.6             | 1928年7月16日                                                            | 綠              | 溢公那                        | |                                                                      |
| 比黃 Birrong                                           | BRG      | 22.1             | 1928年7月16日                                                            | 綠              | 比黃                          | |                                                                      |
| 列車在比黃站後，班克斯線會分成兩條支線前往禮勒或利物浦 |          |                  |                                                                          |                 |                               | |                                                                      |
| 禮勤－卡巴馬打支線（往禮勤）                           |          |                  |                                                                          |                 |                               | |                                                                      |
| 里治公園 Regents Park                                  | RGP      | 19.9             | 1912年11月11日 （原址） 1914年3月2日 （第二站址） 1924年10月8日 （現址） | 綠              | 里治公園                      | ■內西線 |                                                                      |
| 巴拿那 Berala                                          | BAA      | 18.4             | 1912年11月11日                                                           | 綠              | 巴拿那                        | ■內西線 |                                                                      |
| 禮勤 Lidcombe                                          | LDC      | 16.6             | 1858年11月1日                                                            | 綠              | 禮勤                          | ■內西線、■南線、■西線、 ■奧林匹克公園線 | 哈林溪（Haslems Creek） （1858-1876） 沃活（Rookwood） （1876-1914） |
| 禮勤－卡巴馬打支線（往利物浦）                         |          |                  |                                                                          |                 |                               | |                                                                      |
| 些夫頓 Sefton                                          | RGP      | 21.2             | 1924年10月8日                                                            | 黃              | 些夫頓                        | ■內西線 |                                                                      |
| 車打山 Chester Hill                                    | CHH      | 22.3             | 1924年10月8日                                                            | 黃              | 車打山                        | ■內西線 |                                                                      |
| 禮頓非 Leightonfield                                   | LHF      | 23.7             | 1924年8月24日                                                            | 粉紅            | 禮頓非                        | ■內西線 |                                                                      |
| 維拉活 Villawood                                       | VWD      | 24.5             | 1924年10月8日                                                            | 粉紅            | 維拉活                        | ■內西線 |                                                                      |
| 卡拉馬 Carramar                                        | CMR      | 25.9             | 1924年10月8日                                                            | 粉紅            | 卡拉馬                        | ■內西線 | 南菲田（South Fairfield） （1924-1926）                              |
| 主南線                                                 |          |                  |                                                                          |                 |                               | |                                                                      |
| 卡巴馬打 Cabramatta                                    | CTT      | 28.4             | 1870年                                                                   | 粉紅            | 卡巴馬                        | ■內西線、■南線、 ■坎伯蘭線 |                                                                      |
| 華力田 Warwick Farm                                    | WKF      | 34.2             | 1889年3月18日                                                            | 粉紅            | 華力田                        | ■內西線、■南線、 ■坎伯蘭線 |                                                                      |
| 利物浦 Liverpool                                       | LPO      | 35.7             | 1856年9月26日                                                            | 粉紅            | 利物浦                        | ■內西線、■南線、 ■坎伯蘭線 |                                                                      |

## 內西線

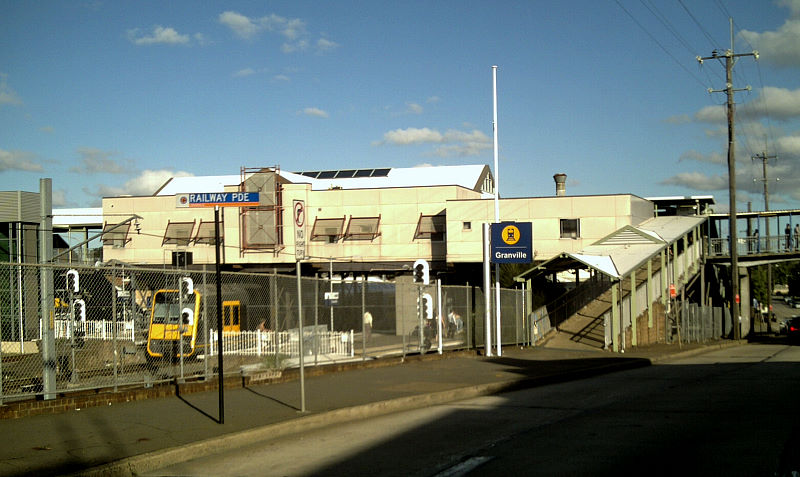
格蘭田站－主線最初的總站

內西線是悉尼最早運作的鐵路路線，由市政廳站開始，經市環線逆時針走過，再到內西區、史桌菲、里治公園，最後到達位於悉尼西南部的利物浦。它首先在1855年開始運作，由悉尼中央站至格蘭田站（Granville）（當時名叫珀拉瑪特聯運站）附近，及後經過不同的變遷後成為今日的路線。當時內西線所行走的路段被稱為主線（Main Line），「內西線」這個名稱是在1999年8月出現。現時，它是市環線的其中一個參與路線。
此路線是以紫色作主色。
| 車站名稱               | 車站編碼 | 距離中央站（km） | 啟用歷史                                                                 | TravellPass區域 | 區域                           | 接駁 | 前車站名稱                                                           |
| 市環線                 |          |                  |                                                                          |                 |                                | |                                                                      |
| 博物館 Museum          | MSM      | 4.990            | 1929年12月20日                                                           | 紅              | 悉尼都會區、凱德公園           | ■班克斯鎮線、■機場及東山線 ■南線 |                                                                      |
| 聖詹姆斯 St James      | STJ      | 4.400            | 1929年12月20日                                                           | 紅              | 悉尼都會區、凱德公園           | ■班克斯鎮線、■機場及東山線 ■南線 |                                                                      |
| 環形碼頭 Circular Quay | CQY      | 2.970            | 1956年1月20日                                                            | 紅              | 環形碼頭                       | ■班克斯鎮線、■機場及東山線 ■南線 |                                                                      |
| 溫亞 Wynyard           | MPC      | 2.050            | 1932年2月28日                                                            | 紅              | 悉尼都會區                     | ■班克斯鎮線、■機場及東山線 ■南線 、■北岸線、■北線 |                                                                      |
| 市政廳 Town Hall       | THL      | 1.213            | 1932年2月28日                                                            | 紅              | 悉尼都會區，達令港             | ■班克斯鎮線■機場及東山線 ■南線 、■北岸線、■北線、 ■東郊及伊拉瓦拉線、 ■南海岸線 （只限繁忙時間）                                                                                                 |                                                                      |
| 悉尼中央 Central       | SBO      | 0                | 1855年9月26日 （原址） 1906年8月5日 （現址）                             | 紅              | 中央、草莓山、 勾恬冒、沙域山  | ■東郊及伊拉瓦拉線、 ■班克斯鎮線■機場及東山線 ■南線 、■北線、■北岸線、 ■西線、■奧林匹克公園線、 ■藍山線、■南海岸線、 ■南高地線 （有限度服務） ■紐卡素及中海岸線                                   | - 悉尼（Sydney） （1855-1926）                                       |
| 主南線                 |          |                  |                                                                          |                 |                                | |                                                                      |
| 萊德芬 Redfern         | RDF      | 1.298            | 1878年4月15日                                                            | 紅              | 紅厥、窩打老、達令頓 悉尼大學  | ■東郊及伊拉瓦拉線、 ■班克斯鎮線、 ■機場及東山線 （只限繁忙時間） ■南線 、■西線 ■北岸線、■北線、 ■奧林匹克公園線、 ■南海岸線 （只限繁忙時間） ■南高地線 （有限度服務） ■藍山線、■紐卡素及中海岸線 | - 艾弗賴（Eveleigh） （1878-1906）                                   |
| 麥當勞鎮 MacDonaldtown | MAC      | 2.480            | 1878年 （原址） 1892年4月3日 （現址）                                    | 紅              | 麥當勞鎮、艾弗賴、愛斯鎮       | |                                                                      |
| 紐頓 Newtown           | -        | 3.100            | 1855年9月26日                                                            | 紅              | 麥當勞鎮、艾弗賴、愛斯鎮、新鎮 | ■南線 |                                                                      |
| 史丹摩 Stanmore        | SMN      | 4.670            | 1878年                                                                   | 紅              | 史丹摩                         | |                                                                      |
| 彼德咸 Petersham       | PSM      | 5.500            | 1857年1月6日                                                             | 紅              | 彼德咸                         | |                                                                      |
| 路易咸 Lewisham        | LWI      | 6.250            | 1886年 （原址） 1891年12月19日 （現址）                                  | 紅              | 路易咸                         | |                                                                      |
| 夏山 Summer Hill       | SMH      | 7.030            | 1879年9月15日                                                            | 紅              | 夏山                           | |                                                                      |
| 艾士非 Ashfield        | AFD      | 8.380            | 1855年9月26日                                                            | 紅              | 艾士非                         | ■南線 |                                                                      |
| 蓋頓 Croydon           | CYD      | 9.420            | 1875年1月7日                                                             | 紅              | 蓋頓                           | ■南線 | 五碼頭（Five Dock） （1875-1876）                                    |
| 寶活 Burwood           | BUW      | 10.620           | 1855年9月26日 （原址） 1892年3月13日 （現址）                            | 綠              | 寶活                           | ■南線 、■北線、■西線 |                                                                      |
| 史卓菲 Stratfield      | SFD      | 11.810           | 1876年7月9日 （原址） 1900年9月23日 （第二站址） 1922年11月6日 （現址）  | 綠              | 史卓菲、康寶樹                 | ■南線 、■北線、■西線、 ■奧林匹克公園線 ■藍山線、■紐卡素及中海岸線 | 紅懷（Redmyre） (1876-1885)                                          |
| 康寶樹 Homebush        | HSH      | 12.740           | 1855年9月26日                                                            | 綠              | 康寶樹                         | ■南線 |                                                                      |
| 費明頓 Flemington      | FMG      | 14.320           | 1884年                                                                   | 綠              | 費明頓                         | ■南線 |                                                                      |
| 禮勤 Lidcombe          | LDC      | 16.610           | 1858年11月1日                                                            | 綠              | 禮勤                           | ■南線、■班克斯鎮線、■西線、 ■奧林匹克公園線 | 哈林溪（Haslems Creek） （1858-1876） 沃活（Rookwood） （1876-1914） |
| 禮勤－卡巴馬打支線     |          |                  |                                                                          |                 |                                | |                                                                      |
| 巴拿那 Berala          | BAA      | 18.4             | 1912年11月11日                                                           | 綠              | 巴拿那                         | ■班克斯鎮線 |                                                                      |
| 里治公園 Regents Park  | RGP      | 19.9             | 1912年11月11日 （原址） 1914年3月2日 （第二站址） 1924年10月8日 （現址） | 綠              | 里治公園                       | ■班克斯鎮線 |                                                                      |
| 些夫頓 Sefton          | RGP      | 21.2             | 1924年10月8日                                                            | 黃              | 些夫頓                         | ■班克斯鎮線 |                                                                      |
| 車打山 Chester Hill    | CHH      | 22.3             | 1924年10月8日                                                            | 黃              | 車打山                         | ■班克斯鎮線 |                                                                      |
| 禮頓非 Leightonfield   | LHF      | 23.7             | 1924年8月24日                                                            | 粉紅            | 禮頓非                         | ■班克斯鎮線 |                                                                      |
| 維拉活 Villawood       | VWD      | 24.5             | 1924年10月8日                                                            | 粉紅            | 維拉活                         | ■班克斯鎮線 |                                                                      |
| 卡拉馬 Carramar        | CMR      | 25.9             | 1924年10月8日                                                            | 粉紅            | 卡拉馬                         | ■班克斯鎮線 | 南菲田（South Fairfield） （1924-1926）                              |
| 主南線                 |          |                  |                                                                          |                 |                                | |                                                                      |
| 卡巴馬打 Cabramatta    | CTT      | 28.4             | 1870年                                                                   | 粉紅            | 卡巴馬                         | ■班克斯鎮線、■南線、 ■坎伯蘭線 |                                                                      |
| 華力田 Warwick Farm    | WKF      | 34.2             | 1889年3月18日                                                            | 粉紅            | 華力田                         | ■班克斯鎮線、■南線、 ■坎伯蘭線 |                                                                      |
| 利物浦 Liverpool       | LPO      | 35.7             | 1856年9月26日                                                            | 粉紅            | 利物浦                         | ■班克斯鎮線、■南線、 ■坎伯蘭線、 |                                                                      |

## 機場及東山線

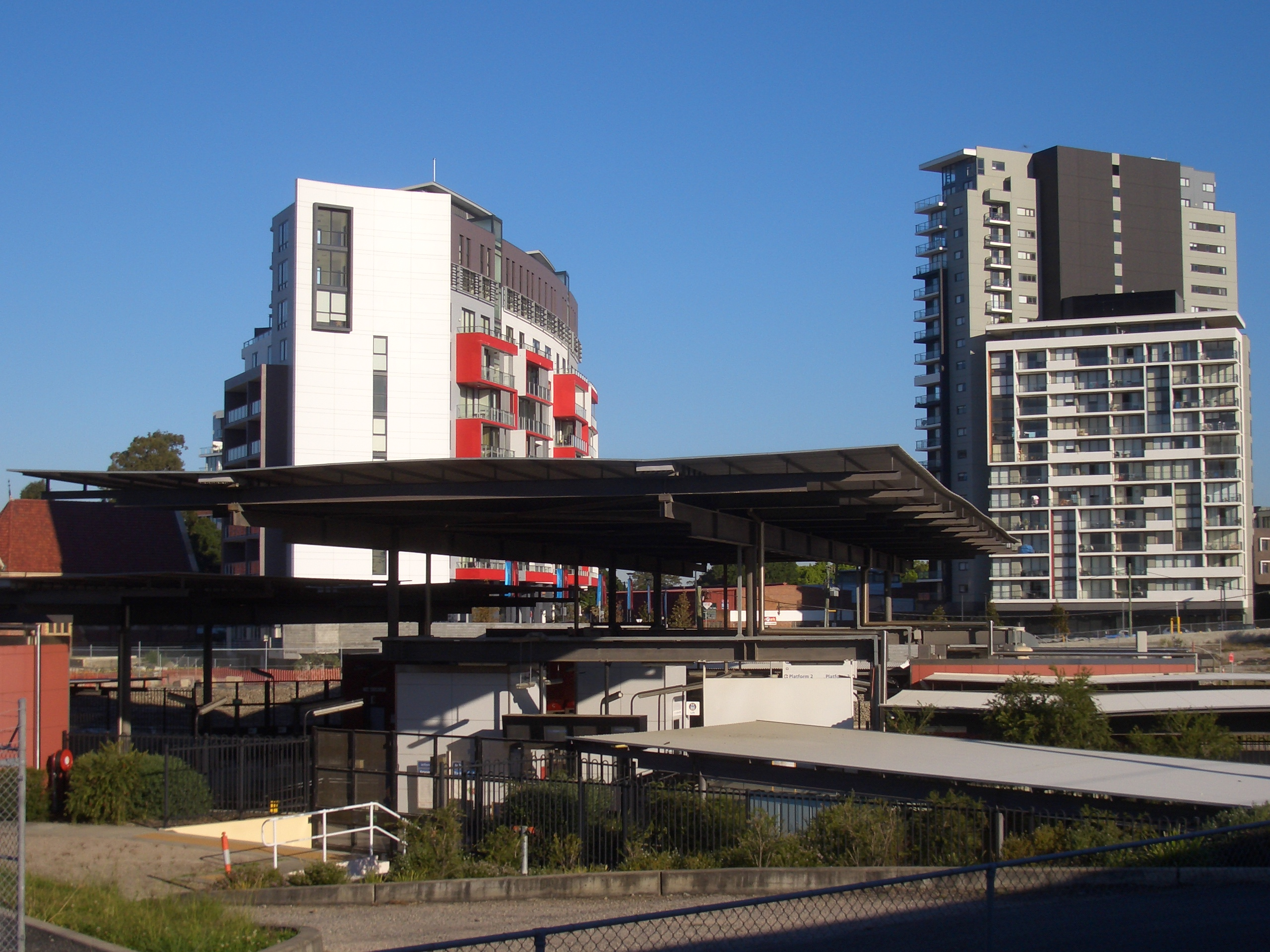
渦拉溪站

機場及東山線由麥加弗站經東山至市環線，途中會經過機場線，在繁忙時間列車會經過伊拉瓦拉線路段。該線最初是伊拉瓦拉線的支線，於1931年開幕，路線渦拉溪交匯處分開（今渦拉溪站）並以東山為終站。及後經過不同的發展，大致成為今天的模樣。在2000年5月21日，經過悉尼國際機場的機場線開啟，值得留意的是該線是由私人公司機場連（Airport Link）管理（除渦拉溪站外）。
本線是以綠色作為主線。
| 車站名稱                                                                                 | 車站編碼 | 距離中央站（km） | 啟用歷史                                     | TravellPass區域 | 區域                          | 接駁 | 前車站名稱                                  |
| 市環線                                                                                   |          |                  |                                              |                 |                               | |                                             |
| 市政廳 Town Hall                                                                         | THL      | 1.213            | 1932年2月28日                                | 紅              | 悉尼都會區，達令港            | ■班克斯鎮線■內西線 ■南線 、■北岸線、■北線、 ■東郊及伊拉瓦拉線、 ■南海岸線 （只限繁忙時間）                                                                           |                                             |
| 溫亞 Wynyard                                                                             | MPC      | 2.050            | 1932年2月28日                                | 紅              | 悉尼都會區                    | ■班克斯鎮線■內西線 ■南線 、■北岸線、■北線 |                                             |
| 環形碼頭 Circular Quay                                                                   | CQY      | 2.970            | 1956年1月20日                                | 紅              | 環形碼頭                      | ■班克斯鎮線■內西線 ■南線 |                                             |
| 聖詹姆斯 St James                                                                        | STJ      | 4.400            | 1929年12月20日                               | 紅              | 悉尼都會區、凱德公園          | ■班克斯鎮線■內西線 ■南線 |                                             |
| 博物館 Museum                                                                            | MSM      | 4.990            | 1929年12月20日                               | 紅              | 悉尼都會區、凱德公園          | ■班克斯鎮線■內西線 ■南線 |                                             |
| 悉尼中央 Central                                                                         | SBO      | 0                | 1855年9月26日 （原址） 1906年8月5日 （現址） | 紅              | 中央、草莓山、 勾恬冒、沙域山 | ■東郊及伊拉瓦拉線、 ■班克斯線■內西線 ■南線 、■北線、■北岸線、■西線、 ■奧林匹克公園線、 ■南海岸線、■南高地線 （有限度服務） ■藍山線、 ■紐卡素及中海岸線               | - 悉尼（Sydney） （1855-1926）              |
| 伊拉瓦拉線                                                                               |          |                  |                                              |                 |                               | |                                             |
| 紅蕨 Redfern [EHLpeak]                                                                   | RDF      | 1.298            | 1878年4月5日                                 | 紅              | 紅厥、窩打老、達令頓 悉尼大學 | ■東郊及伊拉瓦拉線、 ■班克斯線、■內西線 ■南線 、■西線 ■北岸線、■北線 ■奧林匹克公園線、 ■南海岸線 （只限繁忙時間） ■南高地線 （有限度服務） ■藍山線、■紐卡素暨中海岸線 | - 艾弗賴（Eveleigh） （1878-1906）          |
| 先鄧咸 Sydenham [EHLpeak]                                                                | SDN      | 5.307            | 1884年10月15日                               | 紅              | 先鄧咸、馬域鎮                | ■東郊及伊拉瓦拉線、 ■班克斯線 ■南海岸線 （只限繁忙時間） | 馬域鎮（Marrickville） （1884-1895）        |
| 列車需到比華利山站才會東山線匯合，在這之前是以側線的形式在特維拉站至京士高站的月台旁經過 |          |                  |                                              |                 |                               | |                                             |
| 機場線（新南鐵路）                                                                       |          |                  |                                              |                 |                               | |                                             |
| 綠色廣場 Green Sguare                                                                    | GQE      | 2.600            | 2000年5月21日                                | 紅              | 窒蘭（Zetland），窩打老       | |                                             |
| 馬斯覺 Mascot                                                                            | MCO      | 5.100            | 2000年5月21日$                               | 紅              | 馬斯覺                        | |                                             |
| 國內機場[$] Domestic Airport                                                             | DOM      | 6.600            | 2000年5月21日$                               | 紅              | 悉尼國際機場                  | |                                             |
| 國際機場[$] International Airport                                                        | INT      | 8.100            | 2000年5月21日$                               | 紅              | 悉尼國際機場                  | |                                             |
| 渦拉溪 Wolli Creek                                                                       | WOC      | 7.300            | 2000年5月21日                                | 紅              | 渦拉溪                        | ■東郊及伊拉瓦拉線、 ■南海岸線 （只限繁忙時間） | 北阿克列夫 （North Arncliffe） （規劃暫名） |
| 東山線                                                                                   |          |                  |                                              |                 |                               | |                                             |
| 特維拉 Turrella                                                                          | TLL      | 8.630            | 1931年9月21日                                | 紅              | 特維拉                        | |                                             |
| 巴德威公園 Bardwell Park                                                                 | BWP      | 10.100           | 1931年9月21日                                | 紅              | 巴德威公園，歐活（Earlwood）  | |                                             |
| 碧士利北 Bexley North                                                                    | BXN      | 11.370           | 1931年9月21日                                | 綠              | 碧士利北                      | |                                             |
| 京士高 Kingsgrove                                                                        | KGV      | 12.620           | 1931年9月21日                                | 綠              | 京士高                        | |                                             |
| 比華利山 Beverley Hills                                                                  | BVH      | 14.650           | 1931年9月21日                                | 黃              | 比華利山                      | | 特步頓 〈Dumbleton〉 （1931-1940）          |
| 那威 Narwee                                                                              | NWE      | 15.780           | 1931年9月21日                                | 黃              | 那威                          | |                                             |
| 韋弗活 Riverwood                                                                         | RVD      | 17.500           | 1931年9月21日                                | 黃              | 韋弗活                        | | 何能灣 〈Herne Bay〉 （1931-1958）          |
| 柏斯杜 Padstow                                                                           | PDW      | 19.340           | 1931年9月21日                                | 黃              | 柏斯杜                        | |                                             |
| 萊忽比 Revesby                                                                           | RSV      | 20.960           | 1931年9月21日                                | 黃              | 萊忽比，萊忽比北              | |                                             |
| 盼能亞 Panania                                                                           | PNA      | 22.550           | 1931年9月21日                                | 黃              | 盼能亞                        | |                                             |
| 東山 East Hills                                                                          | EHS      | 24.030           | 1931年9月21日                                | 粉紅            | 東山                          | |                                             |
| 何窩田 Holsworthy                                                                        | HSW      | 26.760           | 1987年12月21日                               | 粉紅            | 何窩田，蛙杜高                | |                                             |
| 主南線                                                                                   |          |                  |                                              |                 |                               | |                                             |
| 格恩佛 Glenfield                                                                         | GFD      | 41.930           | 1869年9月6日 （原址） 1860年7月2日 （現址）  | 紫              | 格恩佛                        | ■南線、■坎伯蘭線、 ■南高地線 （有限度服務） |                                             |
| 麥覺里田 Macquarie Fields                                                                | MQF      | 43.800           | 1888年10月3日                                | 紫              | 麥格里田                      | ■南線、■坎伯蘭線 |                                             |
| 罌能本 Ingleburn                                                                         | IGB      | 45.650           | 1869年9月6日                                 | 紫              | 罌能本                        | ■南線、■坎伯蘭線 | 麥覺里田 （Macquarie Fields） （1869-1883） |
| 麥杜 （Minto）                                                                           | MIO      | 49.670           | 1874年5月                                    | 紫              | 麥杜                          | ■南線、■坎伯蘭線 | 金寶田 （Campbellfields） （1874-1882）     |
| 黎奧瑪 Leumeah                                                                           | LUM      | 52.630           | 1886年                                       | 紫              | 黎奧瑪                        | ■南線、■坎伯蘭線 |                                             |
| 金寶鎮 Cambelltown                                                                       | CAM      | 54.710           | 1858年5月17日                                | 紫              | 金寶鎮                        | ■南線、■坎伯蘭線、 ■南高地線 |                                             |
| 麥加弗 Macarthur                                                                         | MCU      | 56.580           | 1985年1月28日                                | 紫              | 亞霸鎮（Ambarvale）           | ■南高地線 |                                             |

## 南線

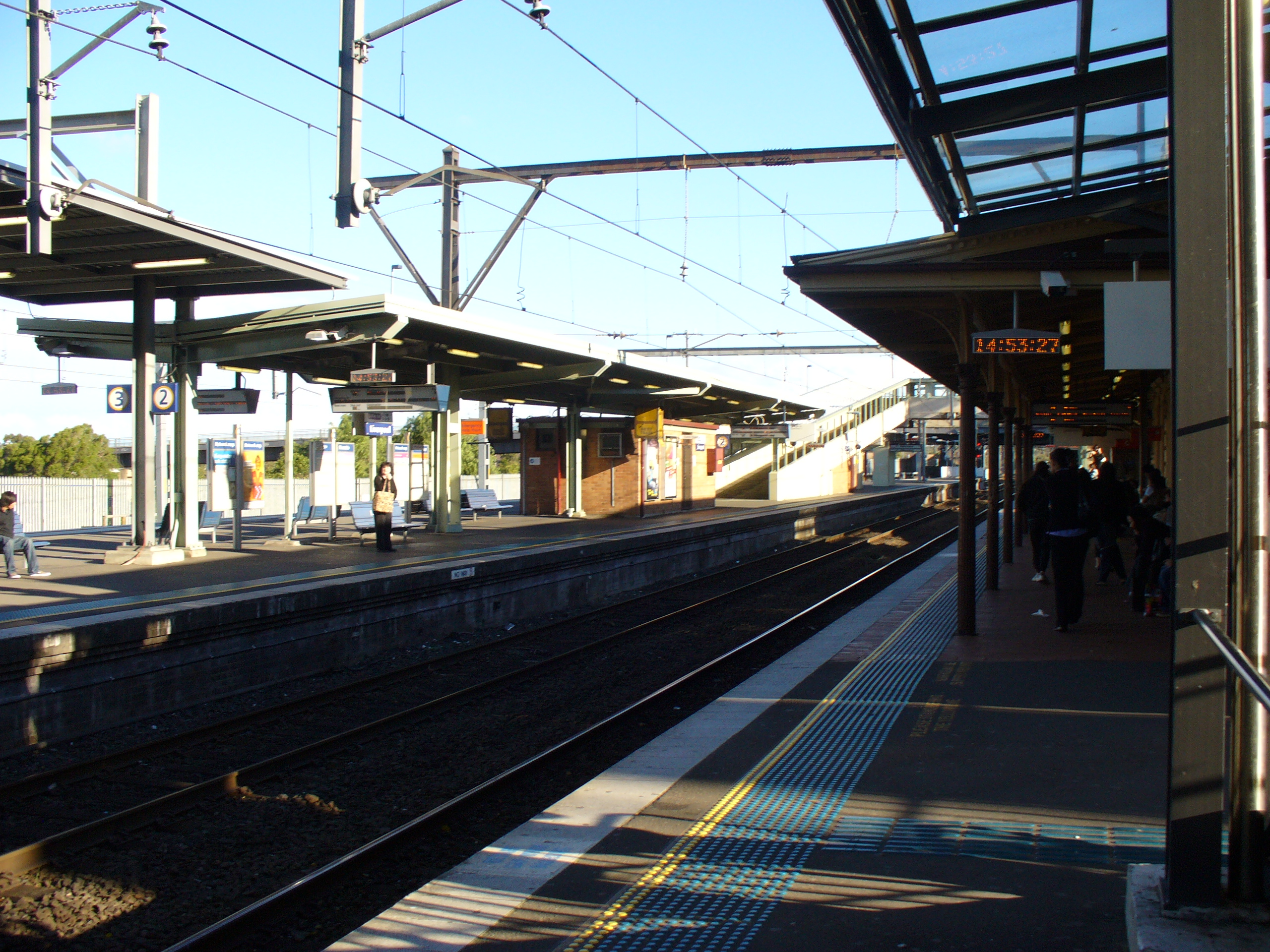
利物浦站

南線是悉尼城市鐵路轄下的一條路線，該線的命名是因為大部份的路線都是位於主南線上。定線由市環線的博物館站開始，經過主線的史卓菲、格蘭佛，再在位於Y形交匯處轉南，並和坎伯蘭線一起經過利物浦，最後到達金寶鎮。
「南線」這個名稱在1999年開始出現，在這之前被稱作「往麥加弗經格蘭佛」，在1991年被稱作「麥加弗線」。
這條線是以淺藍色作為主色，在2000年之前是和東山及機場線一樣以綠色為主線。
| 車站名稱                  | 車站編碼 | 距離中央站（km） | 啟用歷史                                                                | TravellPass區域 | 區域                            | 接駁 | 前車站名稱                                                           |
| 市環線                    |          |                  |                                                                         |                 |                                 | |                                                                      |
| 博物館 Museum             | MSM      | 4.990            | 1929年12月20日                                                          | 紅              | 悉尼都會區、凱德公園            | ■班克斯鎮線、■內西線、 ■機場及東山線 |                                                                      |
| 聖詹姆斯 St James         | STJ      | 4.400            | 1929年12月20日                                                          | 紅              | 悉尼都會區、凱德公園            | ■班克斯鎮線、■內西線、 ■機場及東山線 |                                                                      |
| 環形碼頭 Circular Quay    | CQY      | 2.970            | 1956年1月20日                                                           | 紅              | 環形碼頭                        | ■班克斯鎮線、■內西線、 ■機場及東山線 |                                                                      |
| 溫亞 Wynyard              | MPC      | 2.050            | 1932年2月28日                                                           | 紅              | 悉尼都會區                      | ■班克斯鎮線、■內西線、 ■機場及東山線、 ■北岸線、■北線 |                                                                      |
| 市政廳 Town Hall          | THL      | 1.213            | 1932年2月28日                                                           | 紅              | 悉尼都會區，達令港              | ■班克斯鎮線、■內西線、 ■機場及東山線、 ■北岸線、■北線、 ■東郊及伊拉瓦拉線、 ■南海岸線、 （只限繁忙時間） ■藍山線 （只限繁忙時間）                                               |                                                                      |
| 悉尼中央 Central          | SBO      | 0                | 1855年9月26日 （原址） 1906年8月5日 （現址）                            | 紅              | 中央、草莓山、 勾恬冒、沙域山   | ■東郊及伊拉瓦拉線、 ■班克斯鎮線、 ■內西線、 ■機場及東山線 ■北線、■北岸線、 ■西線、■奧林匹克公園線、 ■藍山線、■南海岸線、 ■南高地線 （有限度服務） ■紐卡素及中海岸線             | - 悉尼（Sydney） （1855-1926）                                       |
| 主南線                    |          |                  |                                                                         |                 |                                 | |                                                                      |
| 紅蕨 Redfern              | RDF      | 1.298            | 1878年4月15日                                                           | 紅              | 紅厥、窩打老、達令頓 悉尼大學   | ■東郊及伊拉瓦拉線、 ■班克斯鎮線、■內西線 ■東山及機場線、 ■西線、■北岸線、■北線 ■奧林匹克公園線、 ■南海岸線 （只限繁忙時間） ■南高地線 （有限度服務） ■藍山線、■紐卡素及中海岸線 | - 艾弗賴（Eveleigh） （1878-1906）                                   |
| 紐頓 Newtown              | -        | 3.100            | 1855年9月26日                                                           | 紅              | 麥當勞鎮、艾弗賴、 愛斯鎮、紐頓 | ■內西線 |                                                                      |
| 艾士非 Ashfield           | AFD      | 8.380            | 1855年9月26日                                                           | 紅              | 艾士非                          | ■內西線 |                                                                      |
| 蓋頓 Croydon              | CYD      | 9.420            | 1875年1月7日                                                            | 紅              | 蓋頓                            | ■內西線 | 五碼頭（Five Dock） （1875-1876）                                    |
| 寶活 Burwood              | BUW      | 10.620           | 1855年9月26日 （原址） 1892年3月13日 （現址）                           | 綠              | 寶活                            | ■內西線、■北線、■西線 |                                                                      |
| 史卓菲 Stratfield         | SFD      | 11.810           | 1876年7月9日 （原址） 1900年9月23日 （第二站址） 1922年11月6日 （現址） | 綠              | 史卓菲、康寶樹                  | ■內西線、■北線、■西線、 ■奧林匹克公園線 ■藍山線、■紐卡素及中海岸線 | 紅懷（Redmyre） (1876-1885)                                          |
| 康寶樹 Homebush           | HSH      | 12.740           | 1855年9月26日                                                           | 綠              | 康寶樹                          | ■內西線 |                                                                      |
| 費明頓 Flemington         | FMG      | 14.320           | 1884年                                                                  | 綠              | 費明頓                          | ■內西線 |                                                                      |
| 禮勤 Lidcombe             | LDC      | 16.610           | 1858年11月1日                                                           | 綠              | 禮勤                            | ■內西線、■班克斯鎮線、■西線、 ■奧林匹克公園線、 ■藍山線 | 哈林溪（Haslems Creek） （1858-1876） 沃活（Rookwood） （1876-1914） |
| 奧本 Auburn               | AUB      | 18.630           | 1877年2月18日                                                           | 黃              | 奧本                            | ■西線 |                                                                      |
| 格蘭弗 Granville          | GAV      | 21.220           | 1860年7月2日                                                            | 黃              | 格蘭弗                          | ■西線 ■藍山線 | 珀拉瑪特聯運 Parramatta Junction 〈1860-1880〉                       |
| 馬利蘭 Merrylands         | MLN      | 23.470           | 1878年7月6日                                                            | 粉紅            | 馬利蘭                          | ■坎伯蘭線 |                                                                      |
| 格德福德 Guildford        | GUD      | 25.720           | 1876年4月                                                               | 粉紅            | 格德福德                        | ■坎伯蘭線 |                                                                      |
| 因內華 Yennora            | YNR      | 27.440           | 1927年11月6日                                                           | 粉紅            | 因內華                          | ■坎伯蘭線 |                                                                      |
| 費爾菲爾德 Fairfield      | FFL      | 28.997           | 1856年9月26日                                                           | 粉紅            | 費爾菲爾德                      | ■坎伯蘭線 |                                                                      |
| 坎莉溪谷 Canley Vale      | CVE      | 30.980           | 1878年4月15日                                                           | 粉紅            | 坎莉溪谷                        | ■坎伯蘭線 |                                                                      |
| 卡巴馬打 Cabramatta       | CTT      | 28.4             | 1870年                                                                  | 粉紅            | 卡巴馬                          | ■班克斯鎮線、■內西線、 ■坎伯蘭線 |                                                                      |
| 華力田 Warwick Farm       | WKF      | 34.2             | 1889年3月18日                                                           | 粉紅            | 華力田                          | ■班克斯鎮線、■內西線、 ■坎伯蘭線 |                                                                      |
| 利物浦 Liverpool          | LPO      | 35.7             | 1856年9月26日                                                           | 粉紅            | 利物浦                          | ■班克斯鎮線、■內西線、 ■坎伯蘭線 |                                                                      |
| 卡素拉 Casula             | CSL      | 38.8             | 1984年11月1日                                                           | 紫              | 卡素拉                          | ■坎伯蘭線 |                                                                      |
| 格恩佛 Glenfield          | GFD      | 41.930           | 1869年9月6日 （原址） 1860年7月2日 （現址）                             | 紫              | 格恩佛                          | ■坎伯蘭線、 ■東山及機場線、 ■南高地線 （有限度服務） |                                                                      |
| 麥覺里田 Macquarie Fields | MQF      | 43.800           | 1888年10月3日                                                           | 紫              | 麥格里田                        | ■東山及機場線、 ■坎伯蘭線 |                                                                      |
| 罌能本 Ingleburn          | IGB      | 45.650           | 1869年9月6日                                                            | 紫              | 罌能本                          | ■東山及機場線、 ■坎伯蘭線 | 麥覺里田 〈Macquarie Fields〉 （1869-1883）                          |
| 麥杜 Minto                | MIO      | 49.670           | 1874年5月                                                               | 紫              | 麥杜                            | ■東山及機場線、 ■坎伯蘭線 | 金寶田 Campbellfields （1874-1882）                                  |
| 黎奧瑪 Leumeah            | LUM      | 52.630           | 1886年                                                                  | 紫              | 黎奧瑪                          | ■東山及機場線、 ■坎伯蘭線 |                                                                      |
| 金寶鎮 Cambelltown        | CAM      | 54.710           | 1858年5月17日                                                           | 紫              | 金寶鎮                          | ■東山及機場線、 ■坎伯蘭線、 ■南高地線 |                                                                      |

## 坎伯蘭線
坎伯蘭線是悉尼城市鐵路轄下的一個路線，是其中一個不會途經中央站的路線，共計有23個車站。路線主要途經悉尼西部各個副都心，由北至南包括黑鎮、珀拉瑪特、利物浦及金寶鎮。這條路線是在1996年在一個名為「Building Better Cities」的計畫中出現，希望藉此提升珀拉瑪特作為悉尼西部大都會的地位。此路線不需額外再建造車站，只需在馬利蘭站、格蘭佛站和哈利斯公園站之間和交匯處上建造一條路軌，路線在同年開始運作。
這條線是以品紅色作為主色。
| 車站名稱                  | 車站編碼 | 距離中央站（km） | 啟用歷史                                               | TravellPass區域 | 區域       | 接駁                                            | 前車站名稱                                    |
| 主西線                    |          |                  |                                                        |                 |            |                                                 |                                               |
| 黑鎮 Blacktown            | BAK      | 34.870           | 1860年7月2日                                           | 紫              | 黑鎮       | ■西線、■藍山線                                  | 黑鎮道（Black Town Road） （1860-1862）       |
| 七山 Seven Hills          | SEV      | 32.060           | 1863年12月1日 （原址） 1869年2月6日 （現址）           | 粉紅            | 七山       | ■西線                                           |                                               |
| 通加比 Toongabbie         | TBB      | 29.960           | 1880年4月26日                                          | 粉紅            | 通加比     | ■西線                                           |                                               |
| 佩杜山 Pendle Hill        | PDH      | 28.290           | 1911年8月14日                                          | 粉紅            | 佩杜山     | ■西線                                           |                                               |
| 韋沃鎮 Wentworthville     | WWH      | 26.640           | 1883年                                                 | 粉紅            | 韋沃鎮     | ■西線                                           | T.R.史密月台 T R Smith's Platform (1883-1885) |
| 西草地 Westmead           | WMD      | 25.160           | 1883年3月                                              | 粉紅            | 西草地     | ■西線、■藍山線                                  |                                               |
| 珀拉瑪特 Parramatta       | PTA      | 23.210           | 1855年9月25日 （原址，格蘭佛站） 1860年7月4日 （現址） | 黃              | 珀拉瑪特   | ■西線、■藍山線                                  |                                               |
| 哈利斯公園 Harris Park    | HRK      | 22.530           | 1883年                                                 | 黃              | 哈利斯公園 | ■西線                                           |                                               |
| 主南線                    |          |                  |                                                        |                 |            |                                                 |                                               |
| 馬利蘭 Merrylands         | MLN      | 23.470           | 1878年7月6日                                           | 粉紅            | 馬利蘭     | ■南線                                           |                                               |
| 格德福德 Guildford        | GUD      | 25.720           | 1876年4月                                              | 粉紅            | 格德福德   | ■南線                                           |                                               |
| 因內華 Yennora            | YNR      | 27.440           | 1927年11月6日                                          | 粉紅            | 因內華     | ■南線                                           |                                               |
| 費爾菲爾德 Fairfield      | FFL      | 28.997           | 1856年9月26日                                          | 粉紅            | 費爾菲爾德 | ■南線                                           |                                               |
| 坎莉溪谷 Canley Vale      | CVE      | 30.980           | 1878年4月15日                                          | 粉紅            | 坎莉溪谷   | ■南線                                           |                                               |
| 卡巴馬打 Cabramatta       | CTT      | 28.430           | 1870年                                                 | 粉紅            | 卡巴馬     | ■班克斯鎮線、■內西線、■南線                     |                                               |
| 華力田 Warwick Farm       | WKF      | 34.160           | 1889年3月18日                                          | 粉紅            | 華力田     | ■班克斯鎮線、■內西線 、■南線                    |                                               |
| 利物浦 Liverpool          | LPO      | 35.680           | 1856年9月26日                                          | 粉紅            | 利物浦     | ■班克斯鎮線、■內西線、 ■南線                    |                                               |
| 卡素拉 Casula             | CSL      | 38.800           | 1984年11月1日                                          | 紫              | 卡素拉     | ■南線                                           |                                               |
| 格恩佛 Glenfield          | GFD      | 41.930           | 1869年9月6日 （原址） 1860年7月2日 （現址）            | 紫              | 格恩佛     | ■南線、■機場及東山線、 ■南高地線 （有限度服務） |                                               |
| 麥覺里田 Macquarie Fields | MQF      | 43.800           | 1888年10月3日                                          | 紫              | 麥格里田   | ■南線、■機場及東山線                            |                                               |
| 罌能本 Ingleburn          | IGB      | 45.650           | 1869年9月6日                                           | 紫              | 罌能本     | ■南線、■機場及東山線                            | 麥覺里田 Macquarie Fields （1869-1883）       |
| 麥杜 Minto                | MIO      | 49.670           | 1874年5月                                              | 紫              | 麥杜       | ■南線、■機場及東山線                            | 金寶田 Campbellfields （1874-1882）           |
| 黎奧瑪 Leumeah            | LUM      | 52.630           | 1886年                                                 | 紫              | 黎奧瑪     | ■南線、■機場及東山線                            |                                               |
| 金寶鎮 Cambelltown        | CAM      | 54.710           | 1858年5月17日                                          | 紫              | 金寶鎮     | ■南線、■機場及東山線、 ■南高地線                |                                               |

## 西線

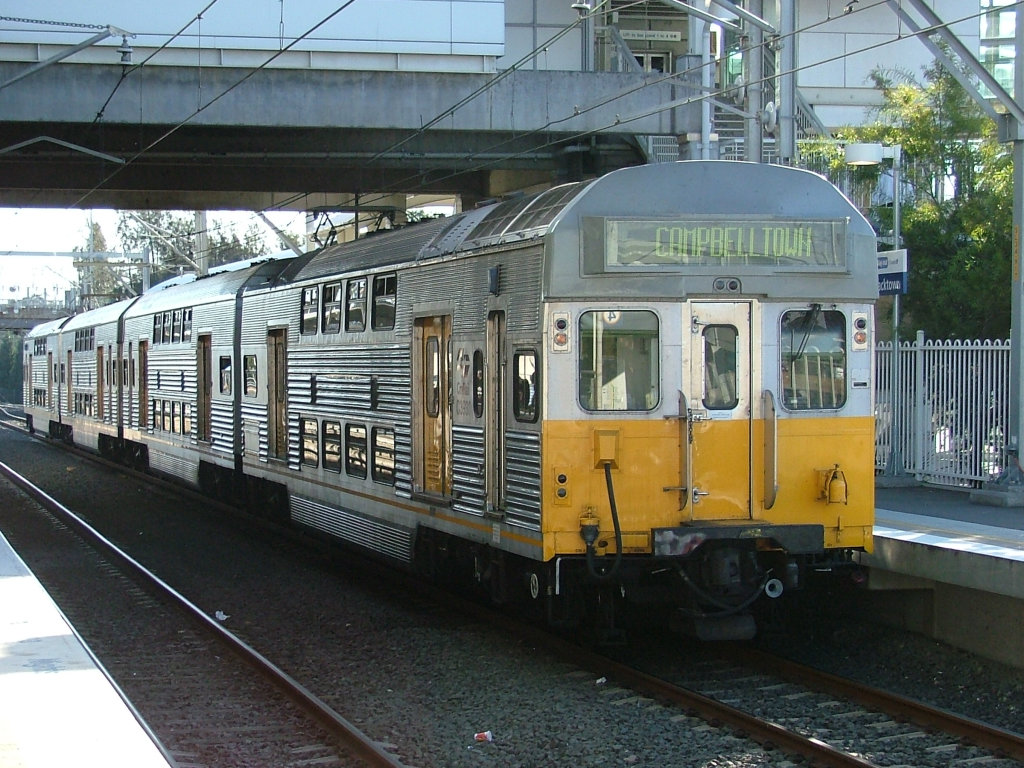
黑鎮站 － 西線進行分支的起始車站

西線是悉尼城市鐵路轄下的一條路線，主要服務悉尼西部區域的居民。它的命名是基於主要服務地區是位主西線中。定線由車士活開始，經過悉尼市，再經內西區，在禮勤站往後都會設站，該線在黑鎮站和七山站前開始進行分支，一條前往裏奇蒙，另一條依著西線在鴯鶓平原作終站。
此路線是和北岸線一樣的黃色作主色，這是因為兩條線都會共用其下的列車服務。
| 車站名稱                                                                   | 車站編碼 | 距離中央站（km） | 啟用歷史                                                                                                | TravellPass區域 | 區域                          | 接駁 | 前車站名稱 |
| 列車進入北面範圍後便是北岸線                                               |          |                  | |                 |                               | | |
| 主南線                                                                     |          |                  | |                 |                               | | |
| 悉尼中央 Central                                                           | SBO      | 0                | 1855年9月26日 （原址） 1906年8月5日 （現址）                                                            | 紅              | 中央、草莓山、 勾恬冒、沙域山 | ■東郊及伊拉瓦拉線、 ■班克斯鎮線、■內西線、 ■機場及東山線 ■南線 、 ■奧林匹克公園線、 ■北線、■北岸線 ■南海岸線、■南高地線 （有限度服務） ■藍山線、 ■紐卡素及中海岸線 | - 悉尼（Sydney） （1855-1926）                                                                                     |
| 紅蕨 Redfern                                                               | RDF      | 1.298            | 1878年4月15日                                                                                           | 紅              | 紅厥、窩打老、達令頓 悉尼大學 | ■東郊及伊拉瓦拉線、 ■班克斯鎮線、■內西線 ■東山及機場線、■南線 、 ■奧林匹克公園線、 ■南海岸線 （只限繁忙時間） ■藍山線、■紐卡素及中海岸線                           | - 艾弗賴（Eveleigh） （1878-1906）                                                                                 |
| 寶活 Burwood                                                               | BUW      | 10.620           | 1855年9月26日 （原址） 1892年3月13日 （現址）                                                           | 綠              | 寶活                          | ■內西線、■南線 、 ■北線 | |
| 史卓菲 Stratfield                                                          | SFD      | 11.810           | 1876年7月9日 （原址） 1900年9月23日 （第二站址） 1922年11月6日 （現址）                                 | 綠              | 史卓菲、康寶樹                | ■內西線、■南線 、 ■北線、 ■奧林匹克公園線 ■藍山線、■紐卡素及中海岸線                                                                                               | 紅懷（Redmyre） (1876-1885)                                                                                        |
| 禮勤 Lidcombe                                                              | LDC      | 16.610           | 1858年11月1日                                                                                           | 綠              | 禮勤                          | ■內西線、■南線、■班克斯鎮線、 ■奧林匹克公園線 ■藍山線 | 哈林溪（Haslems Creek） （1858-1876） 沃活（Rookwood） （1876-1914）                                               |
| 奧本 Auburn                                                                | AUB      | 18.630           | 1877年2月18日                                                                                           | 黃              | 奧本                          | ■南線 | |
| 奇街 Clyde                                                                 | CYE      | 20.660           | 1882年                                                                                                  | 黃              | 奇街                          | ■卡林福特線 | 玫瑰山聯運（Rosehill Junction） （1882-1883） 奇街（Clyde） （1883-1901） 奇街聯運（Clyde Junction） （1901-1940） |
| 格蘭弗 Granville                                                           | GAV      | 21.220           | 1860年7月2日                                                                                            | 黃              | 格蘭弗                        | ■南線 ■藍山線 | 珀拉瑪特聯運 （Parramatta Junction） 〈1860-1880〉                                                                 |
| 主西線                                                                     |          |                  | |                 |                               | | |
| 哈利斯公園 Harris Park                                                     | HRK      | 22.530           | 1883年                                                                                                  | 黃              | 哈利斯公園                    | ■坎伯蘭線 | |
| 珀拉瑪特 Parramatta                                                        | PTA      | 23.210           | 1855年9月25日 （原址，格蘭佛站） 1860年7月4日 （現址）                                                  | 黃              | 珀拉瑪特                      | ■坎伯蘭線、■藍山線 | |
| 西草地 Westmead                                                            | WMD      | 25.160           | 1883年3月                                                                                               | 粉紅            | 西草地                        | ■坎伯蘭線、■藍山線 | |
| 韋沃鎮 Wentworthville                                                      | WWH      | 26.640           | 1883年                                                                                                  | 粉紅            | 韋沃鎮                        | ■坎伯蘭線 | T.R.史密月台 T R Smith's Platform (1883-1885)                                                                      |
| 佩杜山 Pendle Hill                                                         | PDH      | 28.290           | 1911年8月14日                                                                                           | 粉紅            | 佩杜山                        | ■坎伯蘭線 | |
| 通加比 Toongabbie                                                          | TBB      | 29.960           | 1880年4月26日                                                                                           | 粉紅            | 通加比                        | ■坎伯蘭線 | |
| 七山 Seven Hills                                                           | SEV      | 32.060           | 1863年12月1日 （原址） 1869年2月6日 （現址）                                                            | 粉紅            | 七山                          | ■坎伯蘭線 | |
| 黑鎮 Blacktown                                                             | BAK      | 34.87            | 1860年7月2日                                                                                            | 紫              | 黑鎮                          | ■坎伯蘭線、■藍山線 | 黑鎮道（Black Town Road） （1860-1862）                                                                            |
| 在黑鎮往西走，路線會分成兩邊 － 主西線（往鴯鶓平原）和裏奇蒙線（往裏奇蒙） |          |                  | |                 |                               | | |
| 冬西 Doonside                                                              | DOD      | 38.6             | 1880年9月27日                                                                                           | 紫              | 冬西                          | | 冬西 Doonside 〈1880-1921〉 穫卡華 Wolkara 〈1921〉                                                                |
| 沃地山 Rooty Hill                                                          | RYH      | 40.9             | 1861年12月23日 （原址） 1862年1月1日 （建成月台） 1862年7月21日 （車站關閉） 1964年12月1日 （重新開幕） | 紫              | 沃地山                        | | |
| 冬核峰 Mount Druitt                                                        | MTT      | 43.3             | 1881年8月19日                                                                                           | 紫              | 冬核峰                        | | |
| 聖瑪利 St Marys                                                            | STM      | 47.4             | 1862年5月1日                                                                                            | 紫              | 聖瑪利、 丹黑伐 （Dunheved）  | | |
| 威靈頓 Werrington                                                          | WRT      | 49.1             | 1868年5月2日                                                                                            | 紫              | 威靈頓                        | | 柏其月台 Parkes Platform 〈1868-1893〉                                                                             |
| 京士活 Kingswood                                                           | KWD      | 52.7             | 1887年9月1日                                                                                            | 紫              | 京士活                        | | 十字道 Cross Roads 〈1887-1888〉                                                                                   |
| 彭裏斯 Penrith                                                             | PNR      | 55.1             | 1863年1月19日                                                                                           | 紫              | 彭裏斯                        | ■藍山線 | |
| 鴯鶓平原 Emu Plains                                                        | EPS      | 57.4             | 1868年8月18日 （原址） 1884年 （現址）                                                                  | 紫              | 鴯鶓平原、鴯鶓高原            | ■藍山線 | |
| 裏奇蒙線                                                                   |          |                  | |                 |                               | | |
| 瑪利昂 Marayong                                                            | MYG      | 37.4             | 1922年10月2日                                                                                           | 紫              | 瑪利昂                        | | |
| 貴格山 Quakers Hill                                                        | QKH      | 40.1             | 1872年 （作為側線） 1905年3月30日 （原址） 1939年6月29日 （現址）                                       | 紫              | 貴格山                        | | 德忌烈側線 Douglas Siding 〈1872-1905〉                                                                            |
| 史告田 Schofields                                                          | SFS      | 43.8             | 1870年                                                                                                  | 紫              | 史告田                        | | |
| 河石 Riverstone                                                            | RVS      | 46.0             | 1864年12月1日                                                                                           | 紫              | 河石                          | | |
| 維也 Vineyard                                                              | VYR      | 49.2             | 1935年7月14日                                                                                           | 紫              | 維也                          | | |
| 茂繼乎 Mulgrave                                                            | MUV      | 52.6             | 1864年12月1日                                                                                           | 紫              | 茂繼乎                        | | |
| 溫莎 Windsor                                                               | WSR      | 55.0             | 1864年12月1日                                                                                           | 紫              | 溫莎                          | | |
| 卡恩頓 Clarendon                                                           | CRD      | 57.2             | 1870年                                                                                                  | 紫              | 卡恩頓                        | | 霍斯貝利馬場 Hawkesbury Racecourse 〈1870-1876〉                                                                   |
| 東裏奇蒙 East Richmond                                                     | ERD      | 60.0             | 1939年7月2日                                                                                            | 紫              | 東裏奇蒙、裏奇蒙              | | |
| 裏奇蒙 Richmond                                                            | RCD      | 60.7             | 1864年12月1日                                                                                           | 紫              | 裏奇蒙                        | | |

## 北線

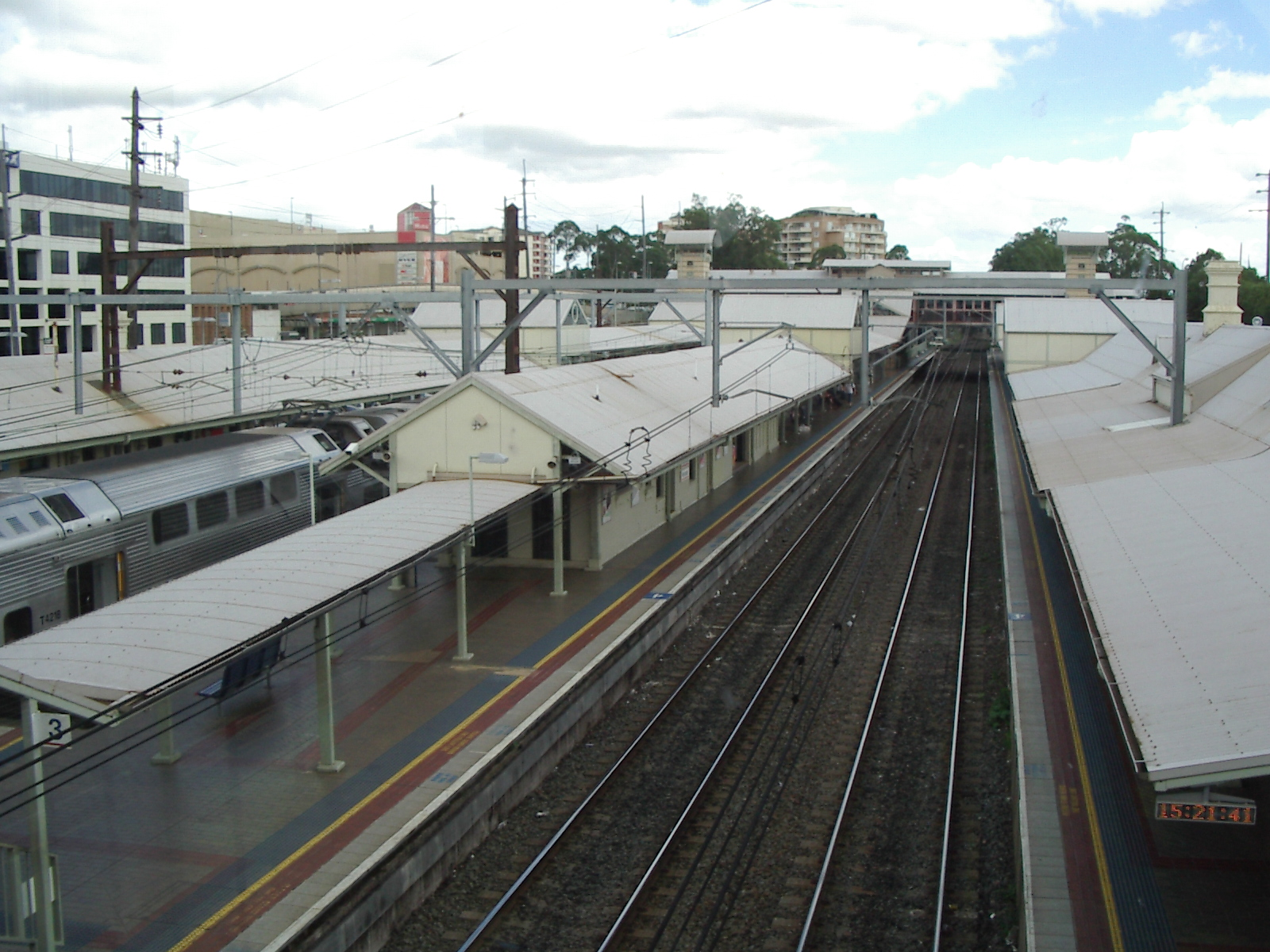
康士比站

北線是悉尼城市鐵路轄下的一條路線。由康士比站開始，經主北線到達葉坪，轉向東西至車士活，經北岸線到連悉尼都會區，再經內西區，到達史卓菲站後再次轉入主北線直達葉坪站。在2009年2月23日，經過麥覺理大學的葉坪至車士活線開啟，除了為麥覺理及北懷特的居民外，同時亦改變了北線的走向，使葉坪同時為一個中途站及南面的終站（雖然路線最後向北走）。
本線是以紅色作為主線。
| 車站名稱                        | 車站編碼   | 距離中央站（km） | 啟用歷史 | MyZone 區域 | 區域                                       | 接駁 | 前車站名稱                                                                     |
| 主北線                          |            |                  | |             |                                            | |                                                                                |
| 康士比 Hornsby                  | HBY        | 33.860           | 1886年9月17日 | 2區         | 康士比                                     | ■北岸線、 ■紐卡素及中海岸線 | 康士比 （Hornsby） （1886-1894） 康士比聯運 （Hornsby Junction） （1894-1900） |
| 挪曼好 Normanhurst              | NMH        | 31.720           | 1895年11月21日 | 2區         | 挪曼好                                     | | 康士比 （Hornsby） （1895-1898）                                               |
| 峰麗 Thornleigh                 | THL        | 29.430           | 1886年9月17日 | 2區         | 峰麗                                       | |                                                                                |
| 彭恩山 Pennant Hills            | PLL        | 28.580           | 1886年9月17日 | 2區         | 彭恩山                                     | |                                                                                |
| 比覺乎 Beecroft                 | BCF        | 26.900           | 1886年9月17日 （原址） 1892年3月7日 （現址）                                                                                  | 2區         | 比覺乎                                     | |                                                                                |
| 車頓咸 Cheltenham               | CHT        | 25.380           | 1898年10月10日 | 2區         | 車頓咸                                     | |                                                                                |
| 葉坪 Epping                     | EPG        | 23.390           | 1886年9月17日 （原址） 1900年2月15日 （現址）                                                                                 | 2區         | 葉坪                                       | ■紐卡素及中海岸線 |                                                                                |
| 葉坪至車士活線                  |            |                  | |             |                                            | |                                                                                |
| 麥覺理大學 Macquarie University | MCU        | 22.07            | 2009年2月23日 | 2區         | 麥覺理大學                                 | |                                                                                |
| 麥覺理公園 Macquarie Park       | MQP        | 20.80            | 2009年2月23日 | 2區         | 麥覺理公園                                 | |                                                                                |
| 北懷特 North Ryde               | NRQ        | 19.39            | 2009年2月23日 | 2區         | 北懷特                                     | | 德里道 （Delhi Road） （規劃暫名）                                             |
| 北岸線                          |            |                  | |             |                                            | |                                                                                |
| 車士活 Chatswood                | CHW        | 11.650           | 1890年1月1日 | 1區         | 車士活                                     | ■北岸線 |                                                                                |
| 阿它門 Artarmon                 | ATO        | 10.300           | 1898年7月6日 （原址） 1900年10月7日 （現址）                                                                                  | 1區         | 阿它門                                     | ■北岸線 |                                                                                |
| 聖利納茲 St Leonards            | SNL        | 8.410            | 1890年1月1日 | 1區         | 聖利納茲， 哥爾山 （Gore Hill）， 格林威治 | ■北岸線 |                                                                                |
| 窩史東加乎 Wollstonecraft       | WSC        | 7.180            | 1893年5月1日 | 1區         | 窩史東加乎                                 | ■北岸線 | 艾活道 〈Edwards Road〉 （1893-1900）                                          |
| 威化頓 Waverton                 | WVT        | 6.110            | 1893年5月1日 | 1區         | 威化頓                                     | ■北岸線 | 海灣道 （Bay Road）（1893-1929）                                               |
| 北悉尼 North Sydney             | NSY        | 5.130            | 1932年3月20日 | 1區         | 北悉尼                                     | ■北岸線 |                                                                                |
| 米臣角 Milsons Point            | MPT        | 4.440            | 1893年5月1日 （原址） 1915年5月30日 （第二站址） 1915年7月13日 （第三站址） 1924年7月28日 （第四站址） 1932年2月28日 （現址） | 1區         | 米臣角                                     | ■北岸線 |                                                                                |
| 溫亞 Wynyard                    | MPC        | 2.05             | 1932年2月28日 | 1區         | 悉尼都會區                                 | ■班克斯鎮線、■內西線、 ■機場及東山線 ■南線 、 ■北岸線、■北線 |                                                                                |
| 市環線                          |            |                  | |             |                                            | |                                                                                |
| 市政廳 Town Hall                | THL        | 1.213            | 1932年2月28日 | 1區         | 悉尼都會區，達令港                         | ■東郊及伊拉瓦拉線、■班克斯鎮線、 ■內西線、■東山及機場線、■南線 、 ■北岸線、■北線、 ■南海岸線、 （只限繁忙時間） ■藍山線 （只限繁忙時間）                                                             |                                                                                |
| 悉尼中央 Central                | CEN或者SYT | 0                | 1855年9月26日 （原址） 1906年8月5日 （現址）                                                                                  | 1區         | 中央、草莓山、 勾恬冒、沙域山              | ■東郊及伊拉瓦拉線、■班克斯鎮線、 ■內西線 ■東山及機場線、 ■南線 、■西線、 ■北岸線、 ■奧林匹克公園線、 ■南海岸線、■南高地線 （有限度服務） ■藍山線、 ■紐卡素及中海岸線                                 | - 悉尼（Sydney） （1855-1926）                                                 |
| 主南線                          |            |                  | |             |                                            | |                                                                                |
| 萊德芬 Redfern                  | RDF        | 1.298            | 1878年4月15日 | 1區         | 萊德芬、窩打老、達令頓 悉尼大學            | ■東郊及伊拉瓦拉線、 ■班克斯鎮線、■內西線 ■東山及機場線、 （只限繁忙時間） ■南線 、 ■西線、■北岸線、 ■奧林匹克公園線、 ■南海岸線 （只限繁忙時間） ■南高地線 （有限度服務） ■藍山線、■紐卡素及中海岸線 | - 艾弗賴（Eveleigh） （1878-1906）                                             |
| 寶活 Burwood                    | BUW        | 10.620           | 1855年9月26日 （原址） 1892年3月13日 （現址）                                                                                 | 2區         | 寶活                                       | ■內西線、■南線 、 ■西線 |                                                                                |
| 史卓菲 Stratfield               | SFD        | 11.810           | 1876年7月9日 （原址） 1900年9月23日 （第二站址） 1922年11月6日 （現址）                                                       | 2區         | 史卓菲、康寶樹                             | ■內西線、■南線 、 ■西線、 ■奧林匹克公園線 ■藍山線、■紐卡素暨中海岸線 | 紅懷（Redmyre） (1876-1885)                                                    |
| 主北線                          |            |                  | |             |                                            | |                                                                                |
| 北史卓菲 North Strathfield      | NSF        | 13.380           | 1918年6月9日 | 2區         | 北史卓菲                                   | |                                                                                |
| 干諾西 Concord West             | CCE        | 14.540           | 1887年9月1日 | 2區         | 干諾西、干諾、 悉尼奧林匹克公園            | |                                                                                |
| 路德 Rhodes                     | RHS        | 16.580           | 1886年9月17日 | 2區         | 路德                                       | |                                                                                |
| 瑪杜巴克 Meadowbank             | MWK        | 18.180           | 1887年9月1日 | 2區         | 瑪杜巴克                                   | | 瑪杜巴克（Meadow Bank） （1887-1927）                                          |
| 西懷特 West Ryde                | WRD        | 19.200           | 1886年9月17日 | 2區         | 西懷德，懷德                               | ■紐卡素暨中海岸線 | 懷德 Ryde （1886-1945）                                                        |
| 丁乃史東 Denistone              | DST        | 20.160           | 1937年9月26日 | 2區         | 丁乃史東                                   | |                                                                                |
| 依士活 Eastwood                 | EAW        | 21.390           | 1886年9月17日 | 2區         | 依士活                                     | ■紐卡素暨中海岸線 |                                                                                |
| 列車最後重返葉坪作為終站        |            |                  | |             |                                            | |                                                                                |

## 卡林福特線
卡林福特線是悉尼城市鐵路網最短的鐵路路線之一，亦是少數不會直接到達中央站的路線，累計共有7個車站。它的路線定向由悉尼西面的奇街站至卡林福特站，途中不設其他支線。基於較少乘客使用此線，該線只以4卡列車來運行，這條路條路線於19世紀後期分別由兩間私人公司建造及營運，但後來因經濟問題被政府購回，並納入其鐵路網下。至今該路線仍一直在運作中。值得留意的是該線大部份路段是以單程雙軌的方式行走，儘管在悉尼城市鐵路路線清理計畫中提出要在懷特茉站附近興建一條回線，但已取消了。
卡林福特線的主色是深藍色，這是自2000年起再次採用和西線不同的主色。
| 車站名稱             | 車站編碼 | 距離中央站（km） | 啟用歷史                                      | MyZone 區域 | 區域           | 接駁  | 前車站名稱 |
| 卡林福特線           |          |                  |                                               |             |                |       | |
| 奇街 Clyde           | CYE      | 20.660           | 1882年                                        | 2區         | 奇街           | ■西線 | 玫瑰山聯運（Rosehill Junction） （1882-1883） 奇街（Clyde） （1883-1901） 奇街聯運（Clyde Junction） （1901-1940） |
| 玫瑰山 Rosehill      | RSL      | 22.420           | 1901年8月1日 （原址） 1888年11月17日 （現址） | 2區         | 玫瑰山、卡米那 |       | |
| 卡米那 Cameilla      | CEL      | 22.950           | 1885年1月21日                                 | 2區         | 卡米那         |       | 拾巴高（Subiaco） （1885–1901）                                                                                    |
| 懷特茉 Rydemere      | RYD      | 24.010           | 1896年4月20日                                 | 2區         | 懷特茉         |       | 維多利亞道（Victoria Road） （1896-1901）                                                                          |
| 登達斯 Dundas        | DDS      | 24.840           | 1896年4月20日                                 | 2區         | 登達斯         |       | 結成角路（Kissing Point Road） （1896-1901）                                                                       |
| 德努巴 Telopea       | TEA      | 26.340           | 1925年1月13日                                 | 2區         | 德奴巴         |       | |

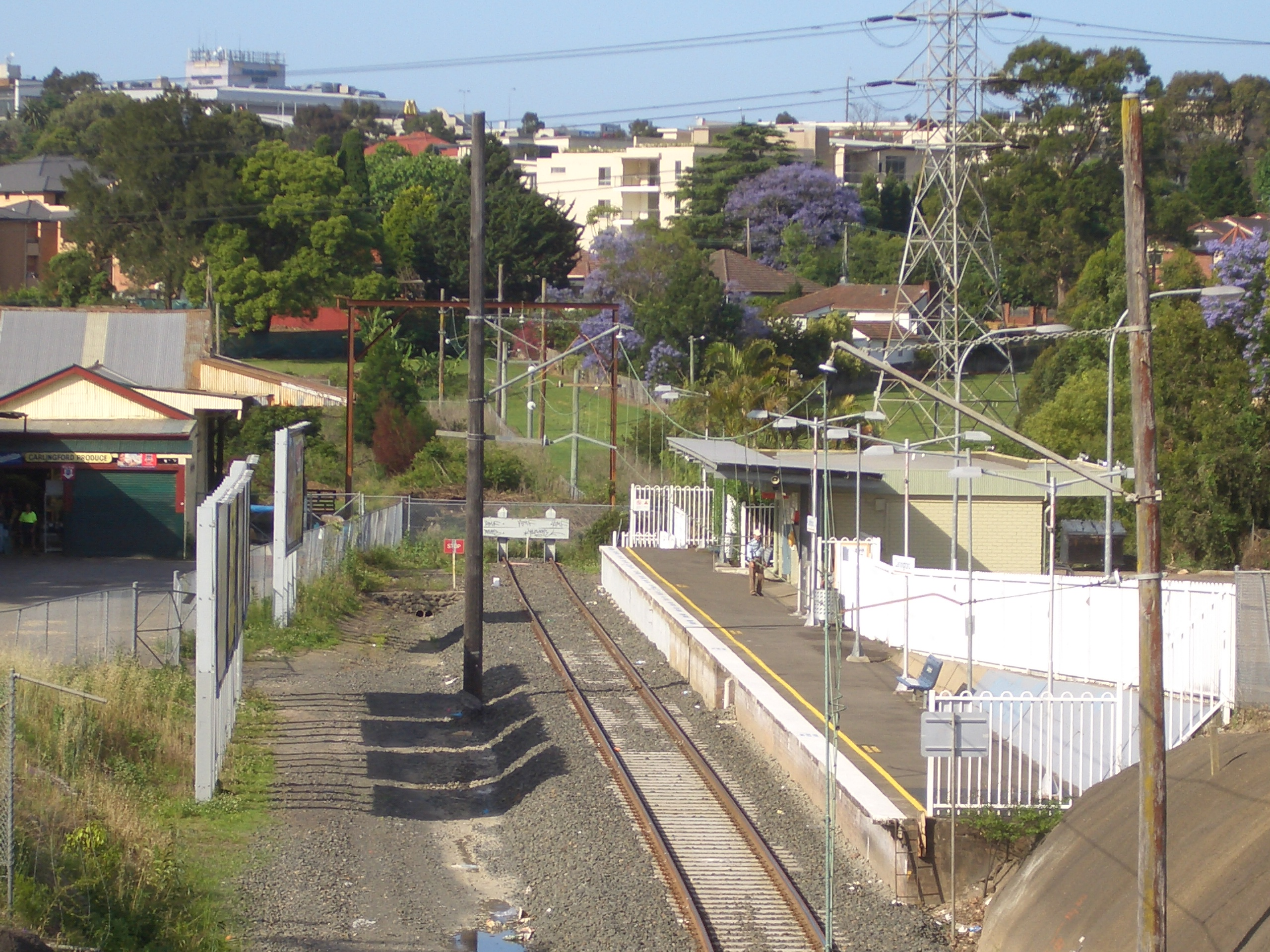
卡林福特站－卡林福特線終點站

| 卡林福特 Carlingford | CGF      | 27.850           | 1896年4月20日                                 | 2區         | 卡林福特       |       | 彭能山（Pennant Hills） （1896-1901）                                                                              |

## 奧林匹克公園線
奧林匹克公園線主要服務是由奧林匹克公園至禮勤，當有特別節目時亦會由中央站開出，經過紅蕨站（有時）和闊谷田站，或是由黑鎮站開出。該線的前身是康寶樹灣工業區的工業支線，主要服務當地的工廠。奧林匹克公園線在1997年11月24日進行試車，並為1998年的悉尼皇家復活節展覽會提供服務。在禮勤站就設了一個為該線的特別月台作列車停泊之用，一般被稱為0號月台。而奧林匹克公園站是以汽球環狀的路軌模式接載乘客。
該線是以灰色為主色，在路線圖上中間會有一條白線。在剛通車時是跟隨西線為黃色，在奧運舉行時又以黑色為主色。
| 車站名稱                                                     | 車站編碼 | 距離中央站（km） | 啟用歷史                                                                | TravellPass區域 | 區域                          | 接駁 | 前車站名稱                                                           |
| 奧林匹克公園線                                               |          |                  |                                                                         |                 |                               | |                                                                      |

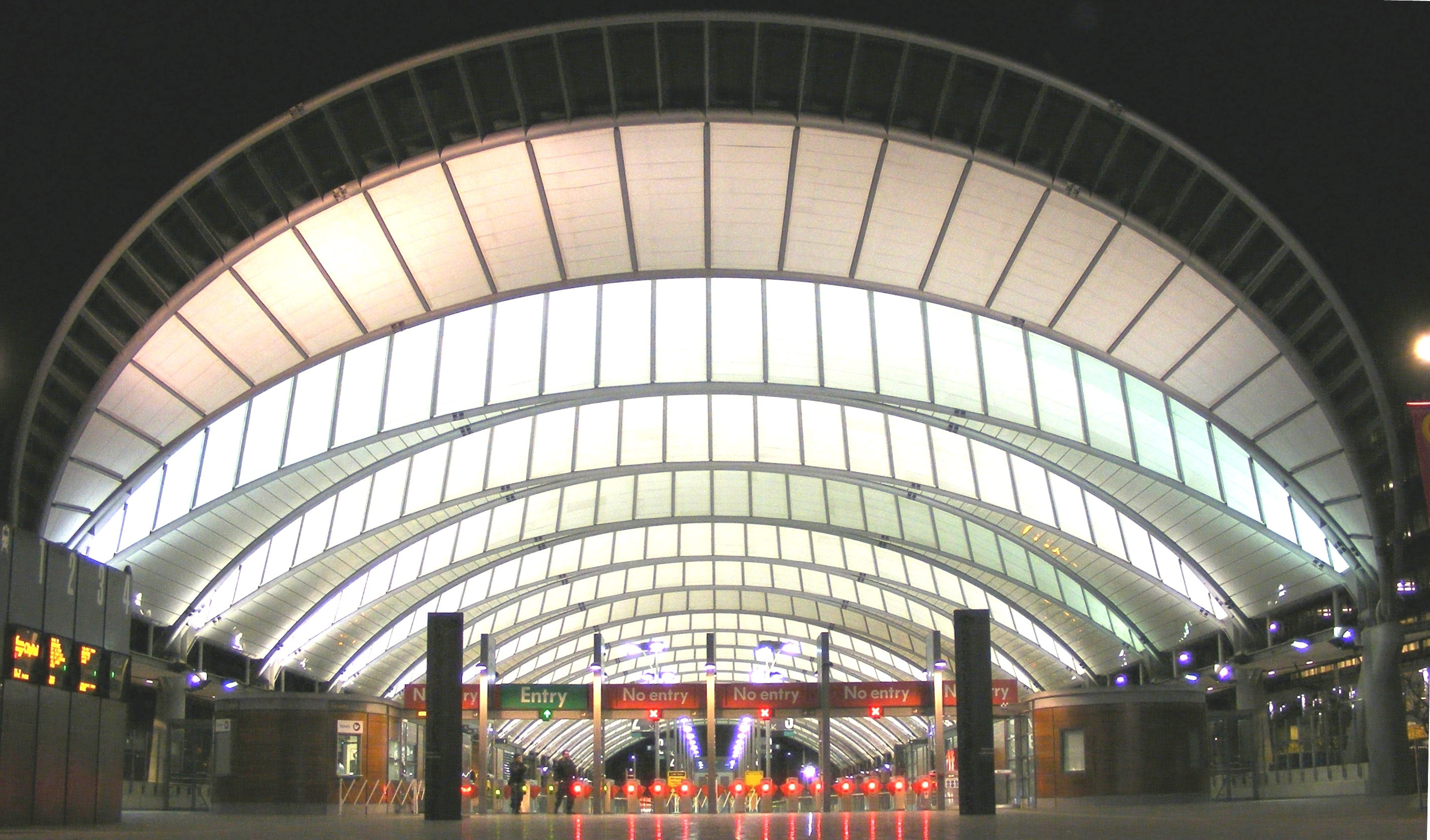
奧林匹克公園站－奧林匹克公園的附屬車站

| 奧林匹克公園 Olympic Park                                    | OLP      | 17.33            | 1997年11月24日                                                          | 綠              | 奧林匹克公園                  | |                                                                      |
| 禮勤 Lidcombe                                                | LDC      | 16.6             | 1858年11月1日                                                           | 綠              | 禮勤                          | ■南線、■內西線、 ■班克斯鎮線、■西線 | 哈林溪（Haslems Creek） （1858-1876） 沃活（Rookwood） （1876-1914） |
| 當有特別節目時亦會由中央站開出，經過紅蕨站（有時）和史卓菲站 |          |                  |                                                                         |                 |                               | |                                                                      |
| 主線                                                         |          |                  |                                                                         |                 |                               | |                                                                      |
| 史卓菲 Stratfield                                            | SFD      | 11.8             | 1876年7月9日 （原址） 1900年9月23日 （第二站址） 1922年11月6日 （現址） | 綠              | 史卓菲、康寶樹                | ■南線、■內西線、■北線、■西線、 ■藍山線、■紐卡素及中海岸線 | 紅懷（Redmyre） (1876-1885)                                          |
| 紅蕨 Redfern                                                 | RDF      | 1.298            | 1878年4月15日                                                           | 紅              | 紅厥、窩打老、達令頓 悉尼大學 | ■東郊及伊拉瓦拉線、■班克斯鎮線、 ■內西線、 ■機場及東山線 （只限繁忙時間） ■南線 、■西線 ■北岸線、■北線、 ■南海岸線 （只限繁忙時間） ■藍山線、■紐卡素及中海岸線 | - 艾弗賴（Eveleigh） （1878-1906）                                   |
| 悉尼中央 Central                                             | SBO      | 0                | 1855年9月26日 （原址） 1906年8月5日 （現址）                            | 紅              | 中央、草莓山、 勾恬冒、沙域山 | ■東郊及伊拉瓦拉線、 ■班克斯鎮線■機場及東山線 ■南線 、■北線、■北岸線、■西線、 ■南海岸線、■南高地線 （有限度服務） ■藍山線、 ■紐卡素及中海岸線                   | - 悉尼（Sydney） （1855-1926）                                       |
| 當有特別節目時亦會由黑鎮站開出                               |          |                  |                                                                         |                 |                               | |                                                                      |

## 附註
a 如在此站下車需在上車事先通知車長
$ 由於機場線是由私人公司管理，因此在該站進出需要付附加費
CC 市環線是由內西線、班克斯鎮線、東山及機場線和南線組成，因此「轉乘」是假此由以上四條路線轉乘其他路線
Unnamed 在永繼路站開幕前，該地只是一個沒有名稱的側線
SPM 乘客在此站下車需在列車的中間卡下車
SP1r 乘客在此站下車需在列車最後一卡的最後一道門下車
SP2 乘客在此站下車需在列車最後兩卡下車
SP3 乘客在此站下車需在列車最後三卡下車
SP4 乘客在此站下車需在列車最後四卡下車
SP6 乘客在此站下車需在列車最後六卡下車，但不包括該站的市郊線服務
SP6# 乘客在此站下車需在列車最前六卡下車，但不包括該站的市郊線服務
BMLpeak 此站只會在繁忙時間才有藍山線列車服務
EHLpeak 此站只會在星期一至五和繁忙時間才有東山線列車服務
NCLpeak 此站只會在繁忙時間才有紐卡素及中海岸線列車服務
NSLpeak 此站只會在星期一至五和繁忙時間才有北岸線列車服務
SCLpeak 此站只會在星期一至五和繁忙時間才有南海岸線列車服務
SHLlim 此站只會提供南高原線有限度列車服務，乘客可改搭機場及東山線或南線前往金寶鎮